# カララシ県 (ルーマニア)
| 県章 カララシ県の位置 |                     |
| 地域                  | 南部地域            |
| 歴史的な地域          | ムンテニア          |
| 県都                  | カララシ            |
| 面積                  | 5,088km²            |
| 人口                  | 283,458人（2021年） |
| 人口密度              | 56人/km²            |
| ISO 3166-2            | RO-CL               |

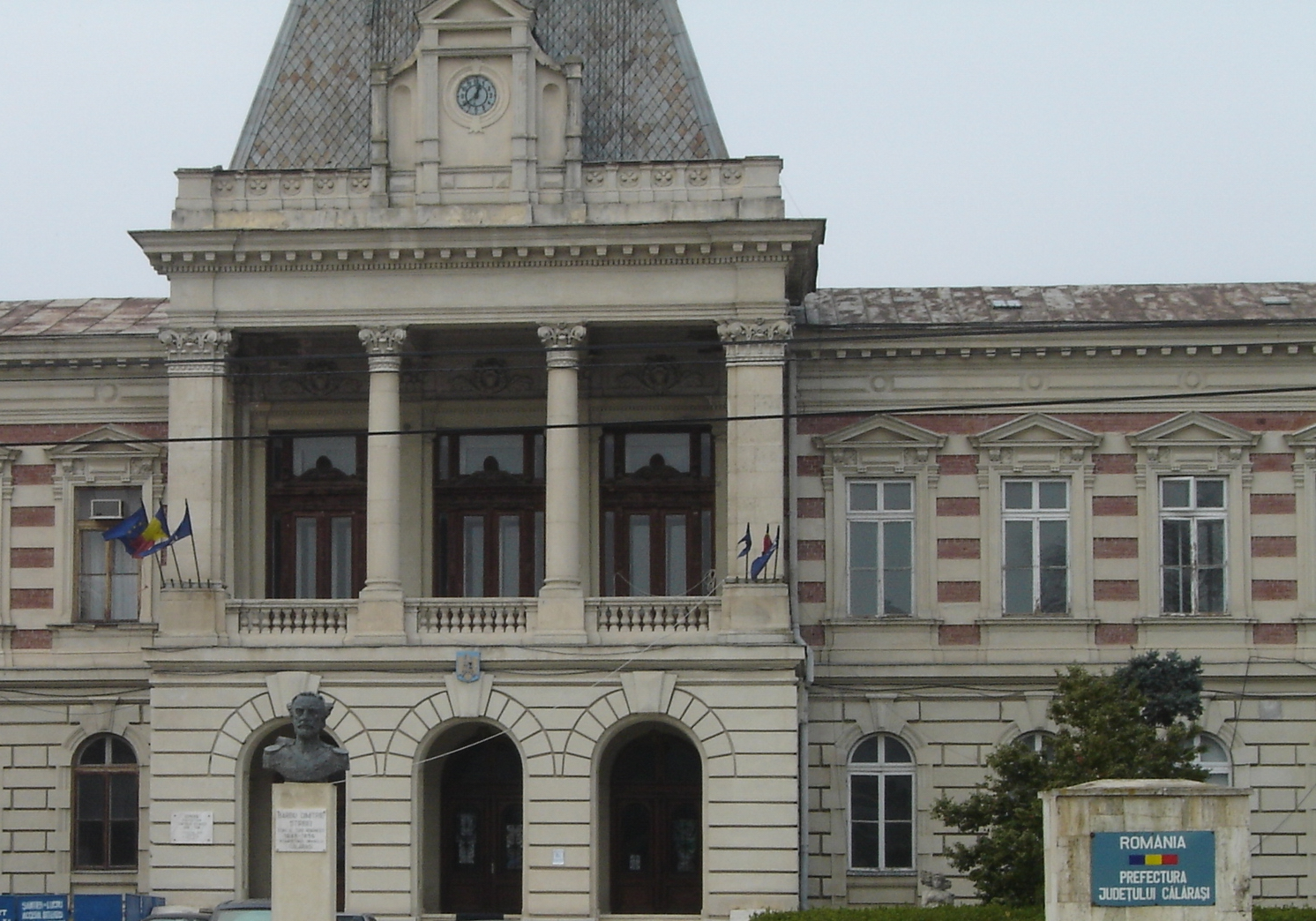
カララシ県庁舎

カララシ県 （カララシけん、Judeţul Călăraşi）は、ルーマニア・ムンテニア地方の県。県都はカララシ。東はコンスタンツァ県、西はイルフォヴ県とジュルジュ県、北はヤロミツァ県、南はブルガリアのシリストラ州、ルセ州と接する。

## 人口統計
人口は283,458人（2021年国勢調査）。民族構成はルーマニア人が236,433人、ロマ人が17,546人など。
| 年   | 人口    |
| ---- | ------- |
| 1948 | 287,722 |
| 1956 | 318,573 |
| 1966 | 337,261 |
| 1977 | 338,807 |
| 1992 | 338,804 |
| 2002 | 324,617 |
| 2011 | 285,050 |
| 2021 | 283,458 |

## 地理
県面積は5,088平方キロメートルである。県全体がバラガン平野（英語: Bărăgan_Plain）の南部にあたり、深い谷を伴う小さな河川が流れている。南部と東部はドナウ川の谷となっており、東部で多くの支流が注ぎ、島を形成し、今は干拓されている。西部はアルジェシュ川（英語: Argeș (river)）とドゥンボヴィツァ川がドナウ川と合流するまでに幅の広い谷を形成している。

## 経済
農業が県第一の産業である。国の農業生産のおよそ3％をカララシ県が担っている。主要産業は以下のとおりである。
- 冶金
- 食品製造
- 織物産業
- 建設資材製造

## 観光

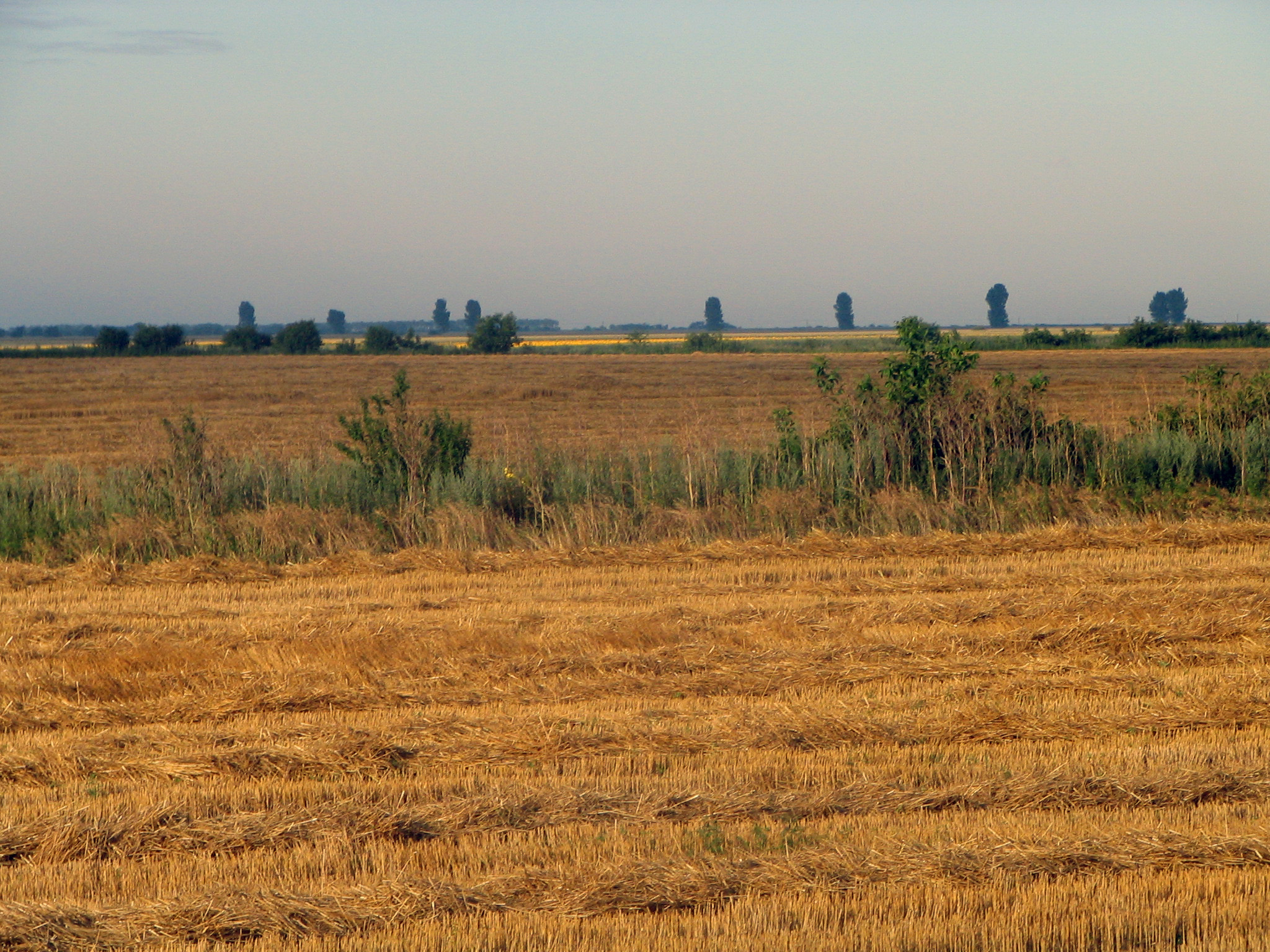
県内の風景

- カララシ
- オルテニツァ（en:Olteniţa）
- ドナウ川での釣り

## 行政区画
県は2つの都市、3つの町、48の基礎自治体からなっている。

### 主な市町
- カララシ
- オルテニツァ
- ブデシュティ（en:Budeşti）
- フンドゥレア（en:Fundulea）
- サルレシュティ